# 東頭工業區

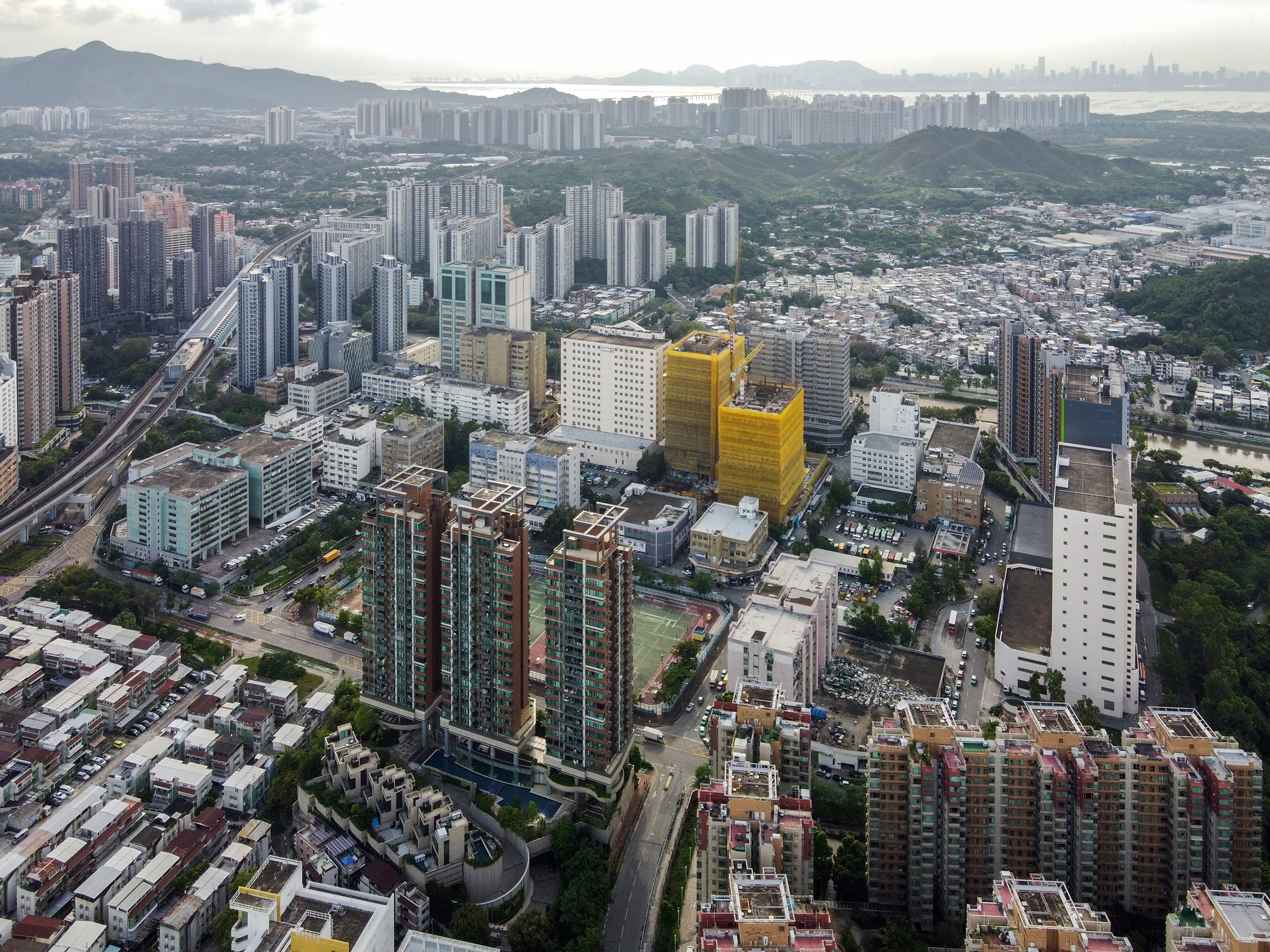
航拍東頭工業區（2021年）

東頭工業區（英語：Tung Tau Industrial Area）是香港一個專門發展工業和商貿的地方，位於新界西元朗新市鎮內，是該區具規模的工業地之一，僅次於其北面的元朗工業邨。此工業區佔地廣闊，在元朗市中心以北的山貝河東岸，鄰近元朗舊墟及南生圍，與朗屏邨隔岸相對。工業區前身為大橋村和山貝涌口村之間的一片魚塘。

## 歷史
元朗市在1980年代初陸續發展為新市鎮，因該市遠離香港和九龍市區，且交通不便，政府遂撥出更多土地發展當時極度興盛的工業，為元朗區居民提供就業機會。此前，元朗市的工業用地非常有限，祇有前元朗邨橫洲路旁的一幅細小空地，預計將來可能不敷應用，便在其以北劃出大幅土地用作發展工業，這就是東頭工業區。可是，香港工業從1990年代起大量北移，區內部份土地一直丟空至今。有見及此，政府透過城市規劃委員會陸續更改區內土地用途，由工業用地轉變為商貿甚至住宅用地，望能給工業用地尋求出路，亦可配合香港長遠發展。

## 建築物
- 中華煤氣公司煤氣鼓（已搬遷，將移交恒基發展為住宅用途）
- 新界聯合屠房（已搬遷）（將重新發展成為商業大樓）
- 魚類批發市場（已搬遷）（將重新發展為住宅或公園用途）
- 元朗科技中心
- 元朗貿易中心
- 麗新元朗中心
- 嘉里貨倉
- 大昌行汽車服務中心
- 香港駕駛學院
- 九龍巴士臨時車廠
- 東頭工業區遊樂場
- 宏富苑
- 尚豪庭
- 虹方
- 雨後
- 同心村過渡性房屋項目
- 朗壹廣場
- 映御

## 街道
駕車前往東頭工業區可駛經以下主要道路：

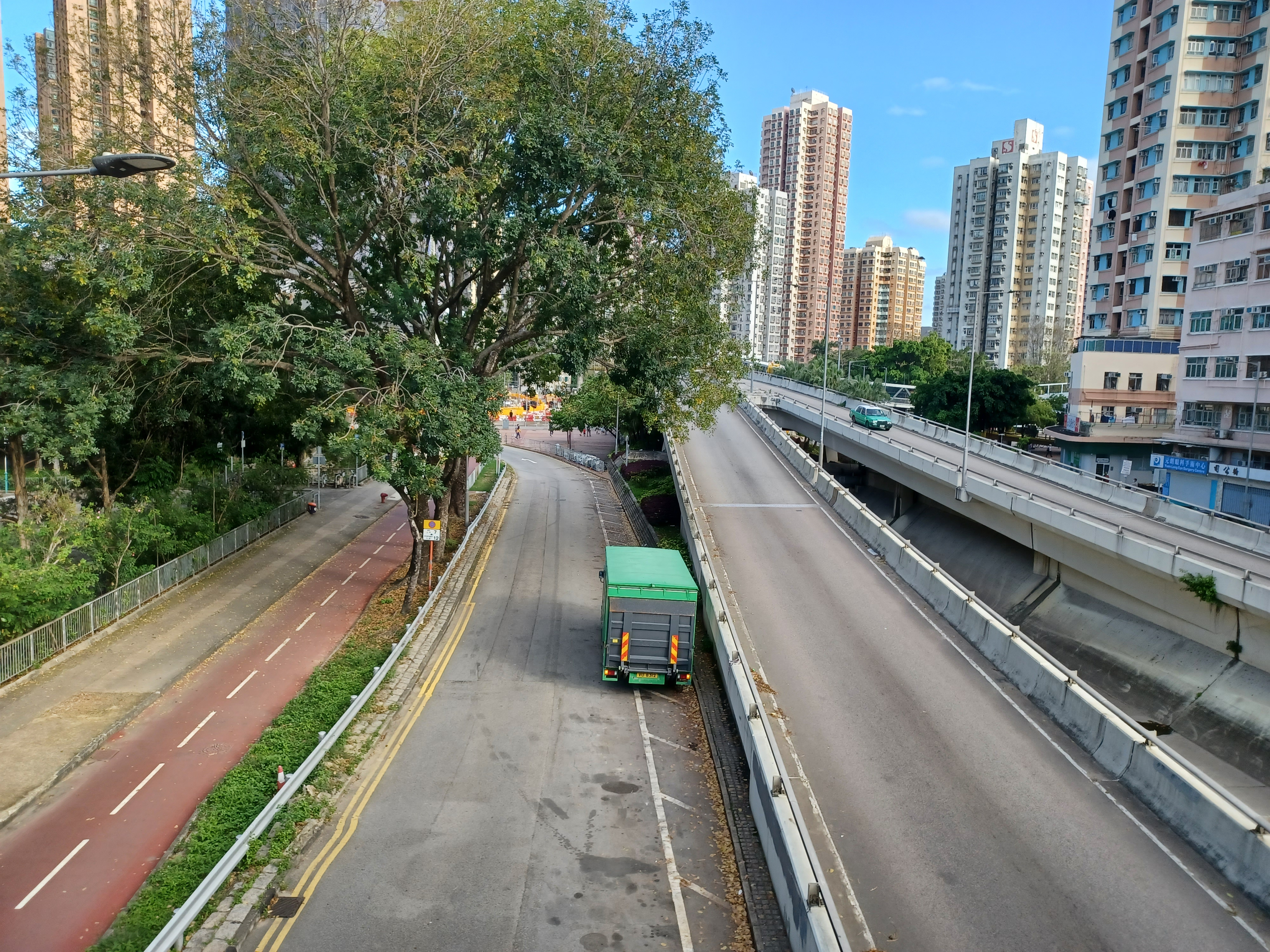
朗業街
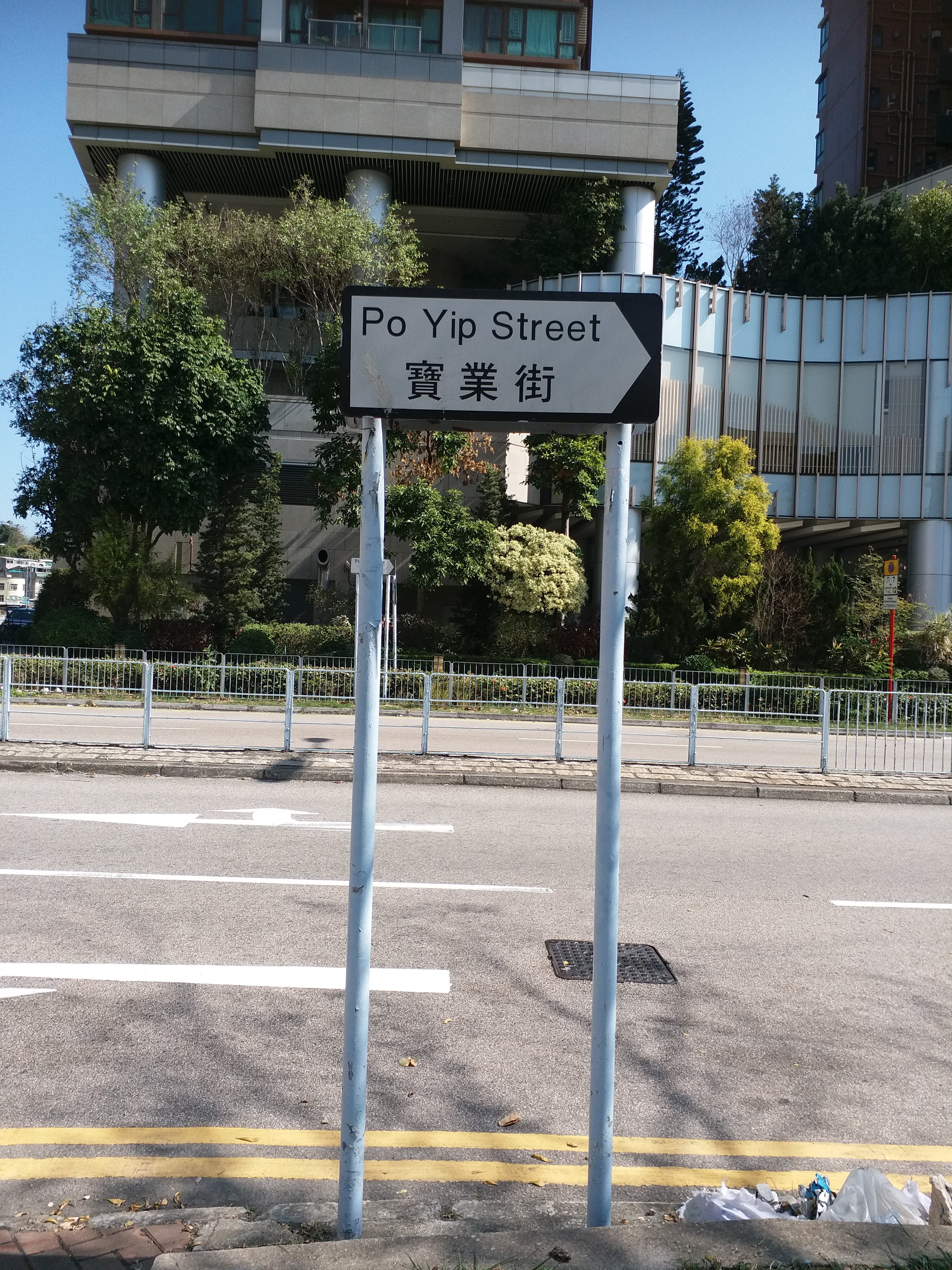
寶業街
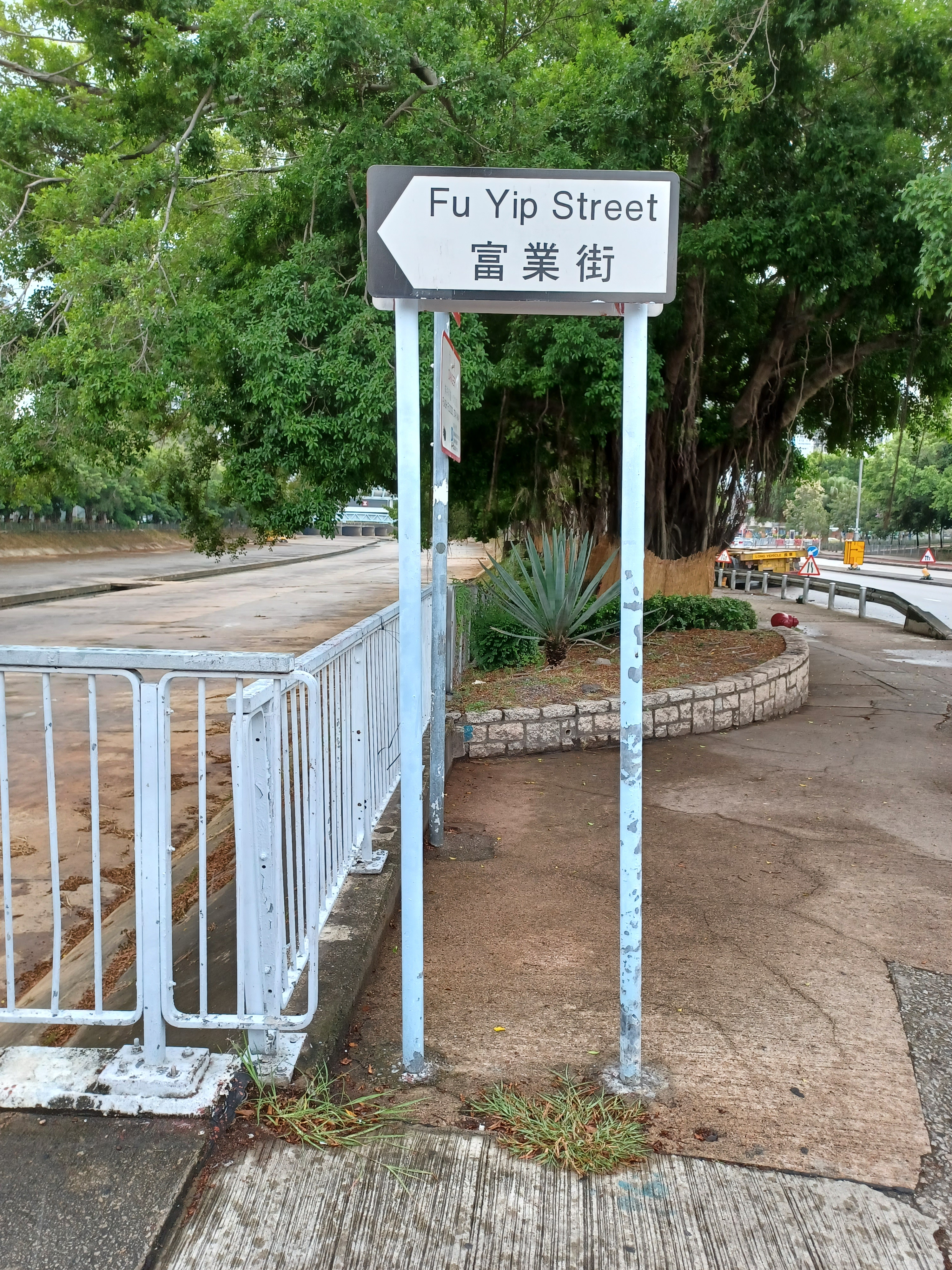
富業街
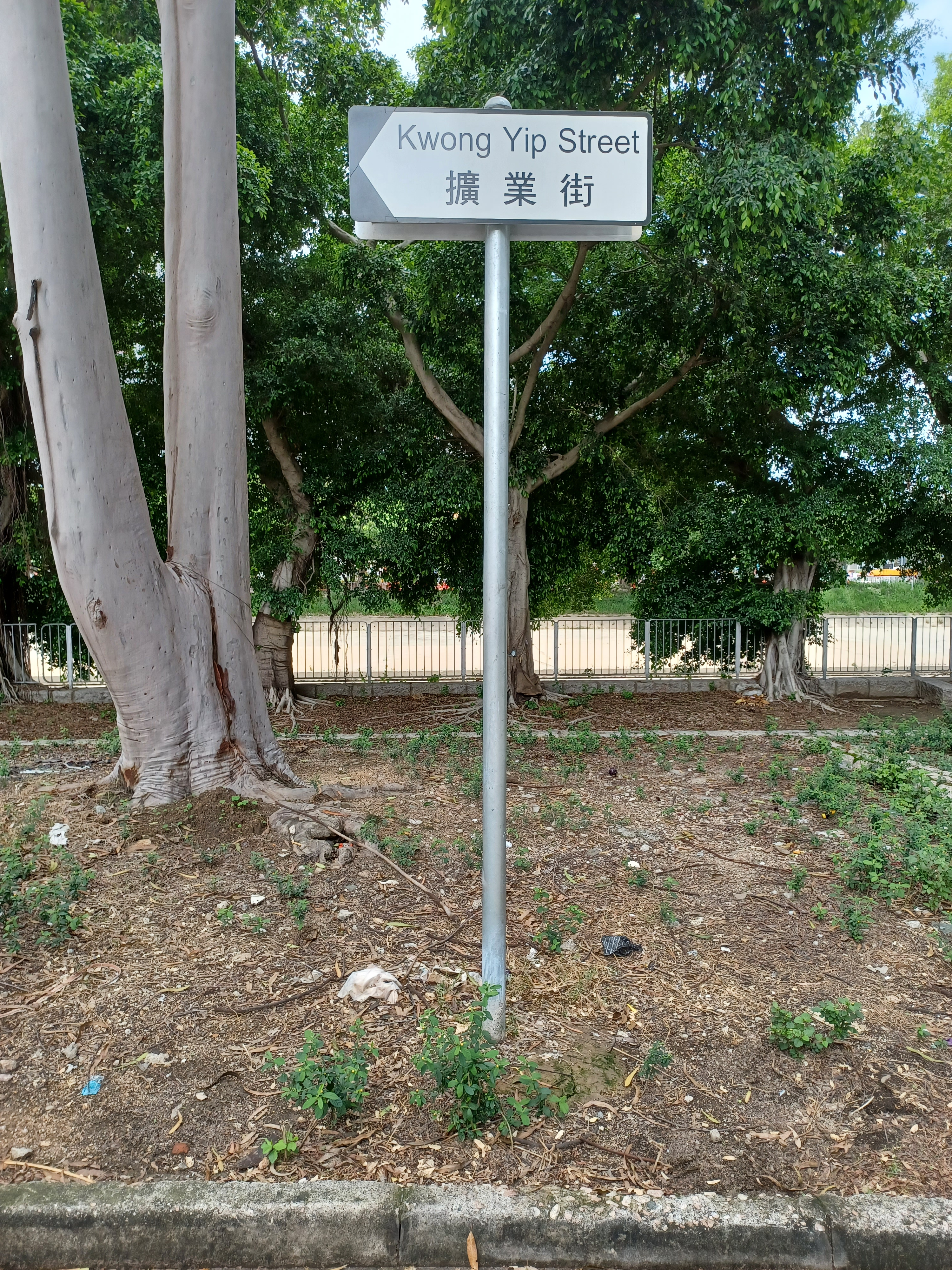
擴業街

- 朗業街
- 寶業街路牌
- 富業街路牌
- 擴業街路牌

工業區其他道路包括：
- 德業街
- 流業街
- 康業街
- 宏業東街
- 宏業南街
- 宏業西街
- 強業街
- 喜業街
- 科業街
- 良業街
- 涌業路

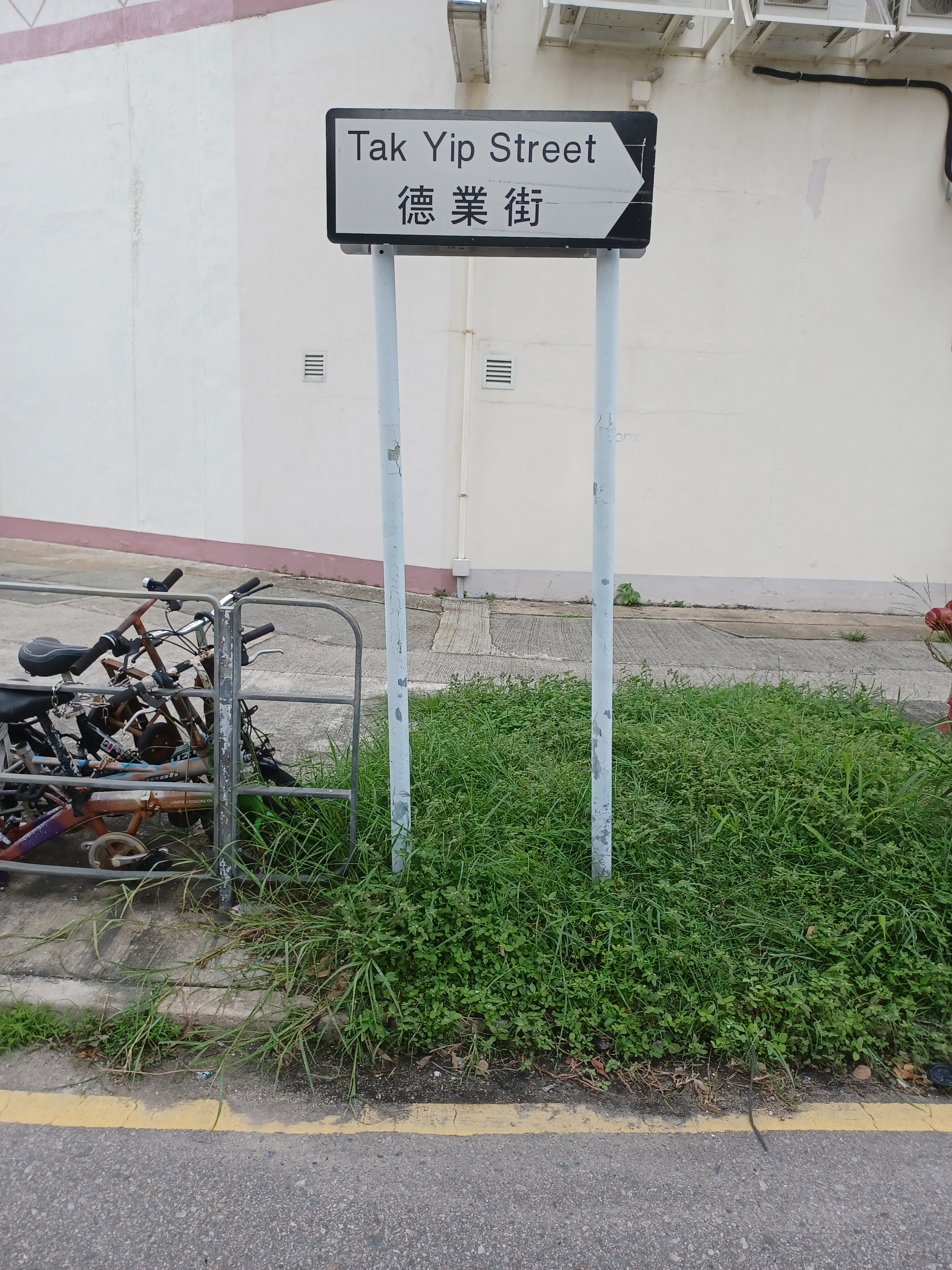
德業街路牌
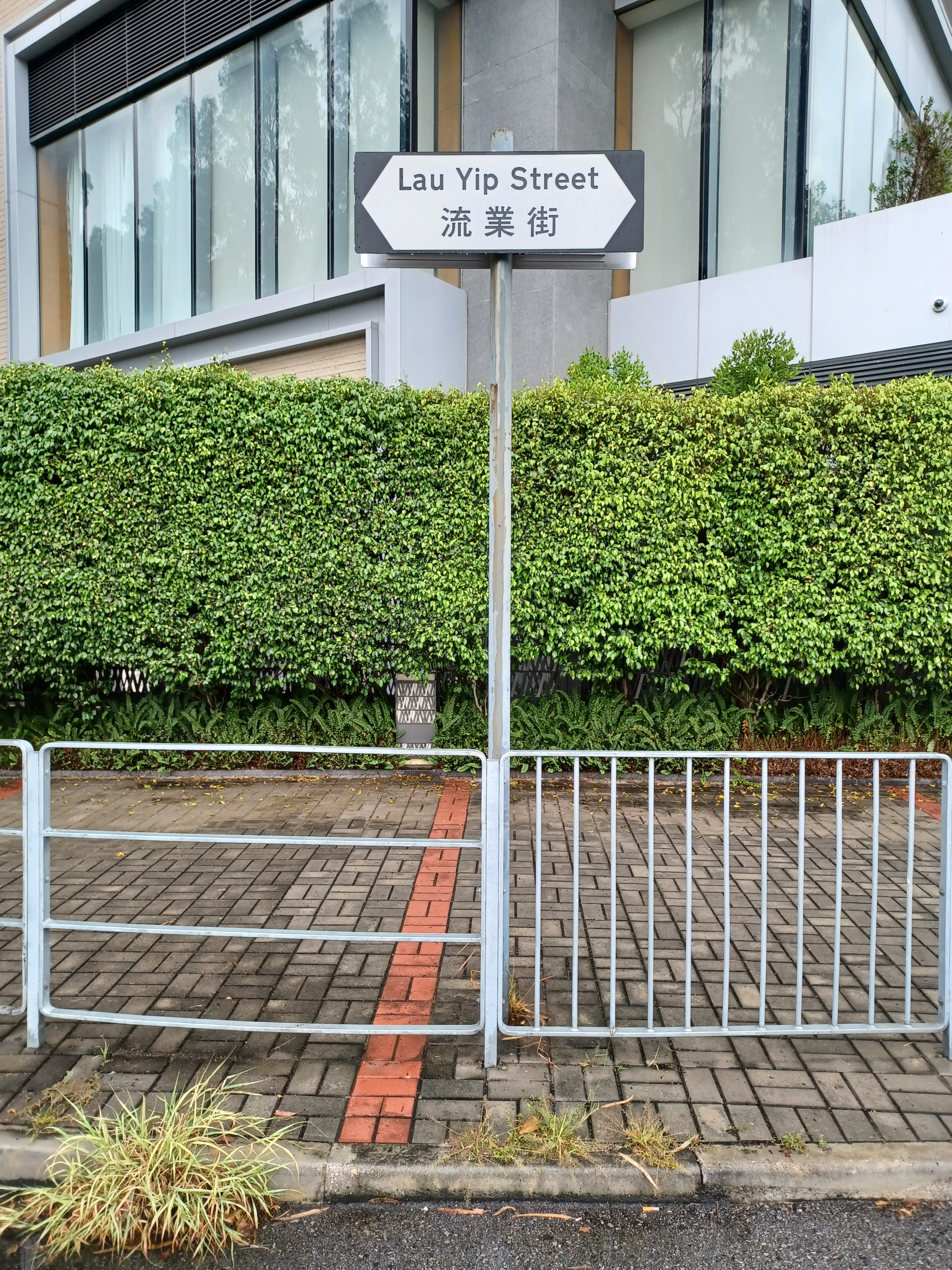
流業街路牌
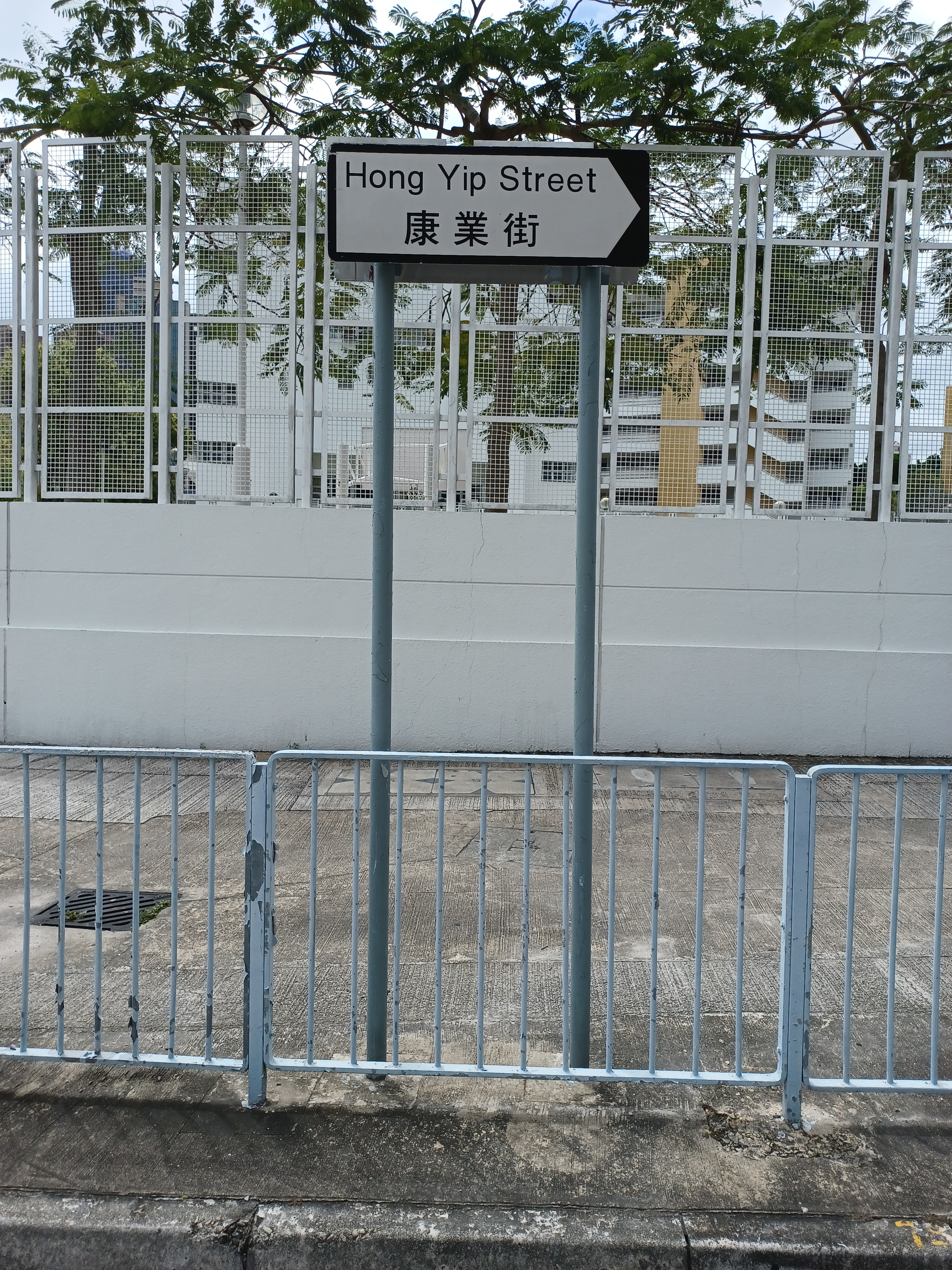
康業街路牌
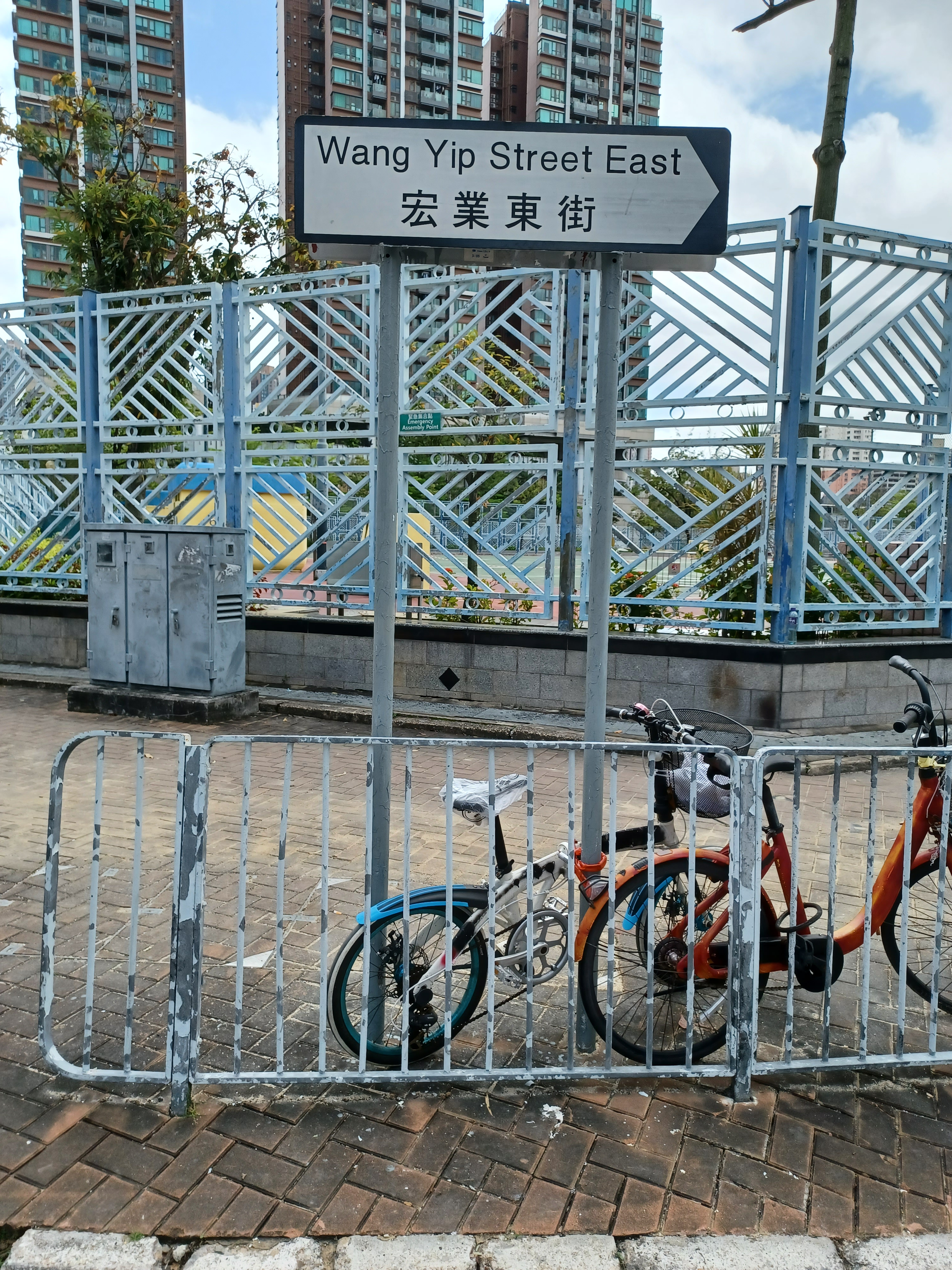
宏業東街路牌
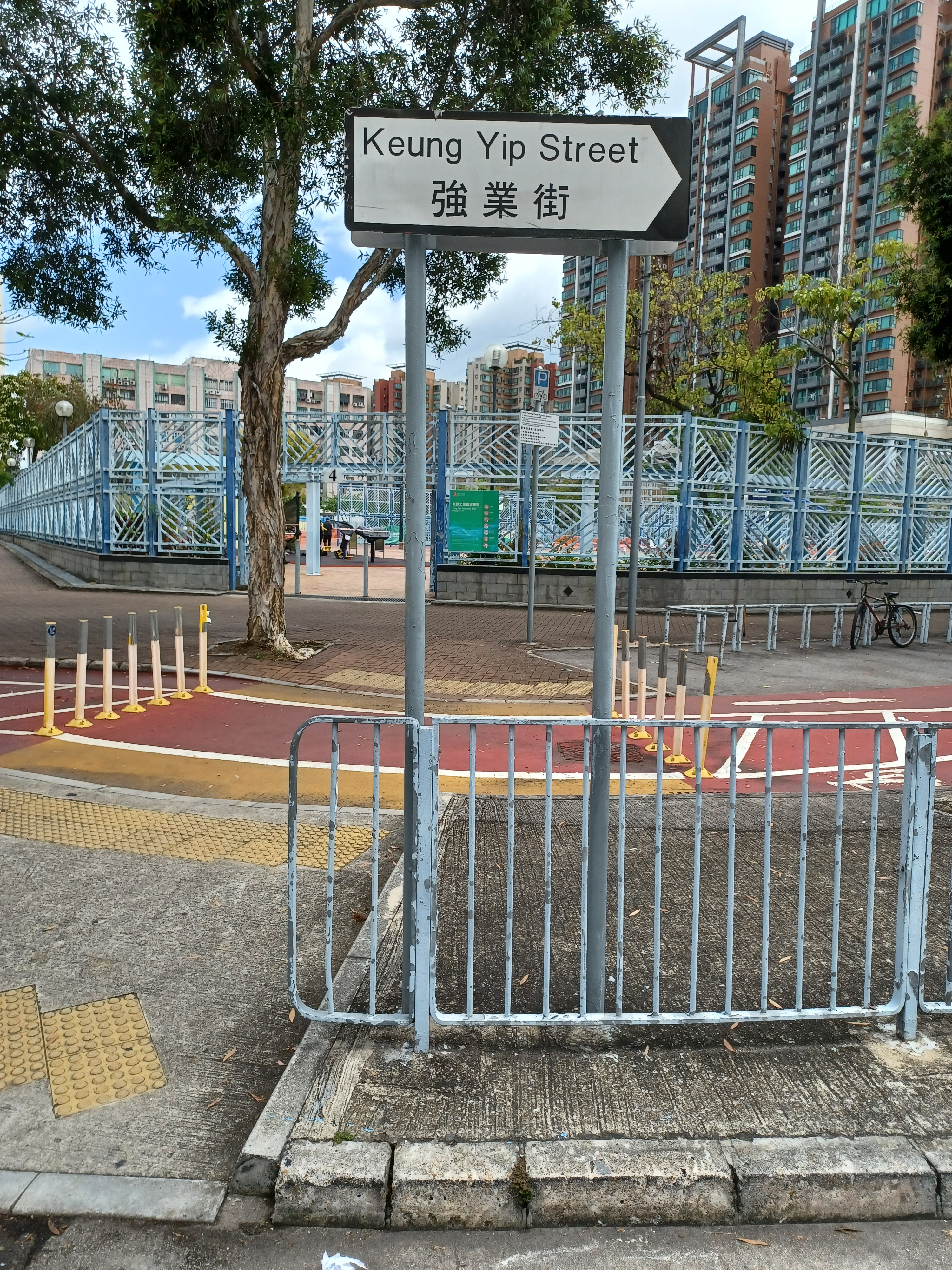
強業街路牌
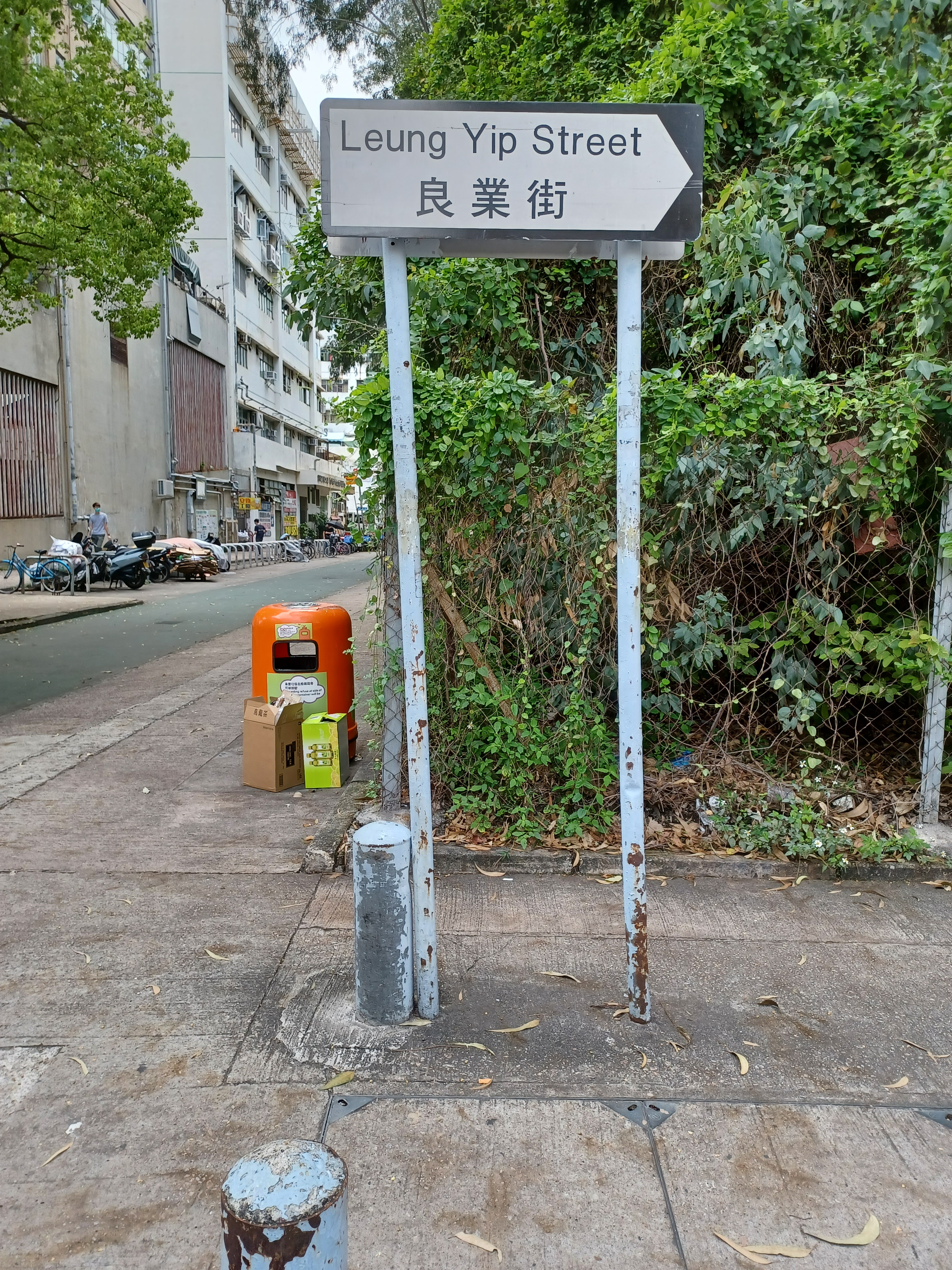
良業街路牌

行人前往東頭工業區可利用上述道路，或於元朗安寧路及大橋路的行人天橋步行至宏業南街，區內另設單車徑。

## 公共交通
港鐵：
- █  屯馬綫：朗屏站

港鐵巴士：
巴士
專線小巴